# 구라티움 문화
구라티움 문화(Latial culture)는 또는 옛라티움 문화는 대략 고대 옛 라티움 영역에 걸쳐 있었다. 철기 시대 구라티움 문화는 고대 라틴어를 사용하는 사람들의 지역에 도착과 동시에 발생했다. 따라서 문화는 알바롱가 왕의 시대와 로마 왕국의 건국 기간 동안 라틴족의 사회 정치적 자의식의 한 단계를 확인했을 가능성이 크다.

## 개요
구라티움 문화는 오두막 모양의 매장 항아리로 식별된다. 원시 빌라노바 문화의 항아리는 평평하고, 원뿔형이며, 깊은 갱도에 묻혔다. 오두막 항아리는 뾰족한 지붕이 있는 오두막의 원형 또는 사각형 모델이다. 내부는 측면에 있는 문으로 접근할 수 있다. 매장과 함께 화장도 행해졌다. 스타일이 독특하다. 오두막 항아리는 사람이 살았던 오두막의 축소판이었지만, 이 기간 동안 사원 및 기타 공공건물에 석재 사용도 개발했다.
라티움의 아펜니네 문화는 침입하는 인구 이동의 증거 없이 구라티움 문화로 원활하게 전환되었다. 인구는 일반적으로 순전히 경제적 이점이 있는 장소를 버리고 나중에 도시가 된 방어 가능한 장소를 선택했다. 도시 이전이라는 용어가 이 시대에 사용된다. 보다 방어 가능한 장소로의 인구 이동은 약탈의 증가를 나타낼 수 있다.

## 주기화
주기화는 거의 변동 없이 표준으로 허용된다. 그러나 ±25년의 허용 오차가 내포되어 있다.
| 시기                             | 기원전 연대 | 국면                          |
| -------------------------------- | ----------- | ----------------------------- |
| 라티움 또는 LC (구라티움 문화) I | 1000-900    | 도시 전단계(청동기 시대 후기) |
| LCIIA                            | 900-830     | 도시 전단계 (철기 시대 초기)  |
| LCIIB                            | 830-770     | 원시 도시 (철기 시대 초기)    |
| LCIII                            | 770-730     | 원시 도시 (기하학적)          |
| LCIVA                            | 730-630     | 원시 도시 (동방화)            |
| LCIVB                            | 630-580     | 고대 도시 (동방화)            |

## 유적지
구라티움 1기는 로마 지역, 알반 언덕과 몬티 델라 톨파에 집중되어 있다. 문명의 증거는 주로 묘지(네크로폴리스)에서 얻은 장례이다. 화장이 주된 의례였다. 화장 매장은 고인의 유골이 담긴 오두막을 돌륨(큰 항아리)에 넣고 음식을 제공하는 데 사용되는 다른 그릇으로 구성된다. 도자기는 장식되지 않았다. 오두막 대신에 원뿔 모양의 지붕이 있는 꽃병이나 모조 투구가 때때로 사용되었다. 돌로 만든 포초(구멍)에 돌륨을 넣어 지상에서 기념했다.
무덤 부장품의 경우 방추체는 여성체를 식별하고, 소형 갑옷과 무기로 남성체로 식별한다. 손을 뻗은 조각상이 있을 수 있다.